# Édouard de Pradel de Lamaze
Édouard de Pradel de Lamaze (ou Édouard de Lamaze), né le 28 avril 1954 à Ravensbourg, est le président de l'Observatoire du patrimoine religieux. Il est également maire de Bois-Héroult (Seine-Maritime) depuis 1995, et conseiller régional de Normandie depuis 2015.

## Biographie
Né le 28 avril 1954 à Ravensburg en Allemagne, Edouard de Pradel de Lamaze est un avocat d'affaires qui a co-fondé le cabinet Carlara (Carbonnier, Lamaze et Rasle).
En septembre 1996, il est nommé délégué interministériel aux professions libérales. Puis il est conseiller chargé des professions libérales au Conseil économique et social européen à Bruxelles de 2010 à 2015.
En 1989, il devient conseiller municipal à Bois-Héroult (Seine-Maritime). En 1995, il est élu maire de cette commune. Une fonction qu'il occupe toujours depuis ,,. Il est également vice-président de la CC du Moulin d'Écalles  de 2014 à 2016[réf. souhaitée].
En 2015, il est nommé président de l’Observatoire du patrimoine religieux, un poste qu'il occupe toujours (2023),,. La même année, en décembre, il est élu au conseil régional de Normandie.
En 2022, il est l'avocat de l'ancienne ministre Caroline Cayeux.
En 2024, il est nommé président du Conseil des maisons de vente.
Il est le gendre de l'académicien Gabriel de Broglie.

## Décorations
- Commandeur de l'ordre national du Mérite (2019) [14],[15]
- Officier de la Légion d'honneur (2010)[16],[17]

## Publication
- Cinq années au service des professions libérales à Bruxelles, 2010-2015, Lgdj, 2017[18].